# Sven-Olof Brattgård
Sven-Olof Brattgård, född 8 november 1921, död 9 oktober 2001, var en svensk läkare och professor i handikappforskning vid Göteborgs universitet. Hans professur, som tillkom 1970, var den första i ämnet i Sverige.

## Biografi
Brattgård, som blev rullstolsburen strax efter sin läkarexamen, disputerade 1953 på en avhandling om syncellernas utveckling hos nyfödda och blev efter detta prosektor (biträdande professor) i histologi.
Brattgård kom att engagera sig för handikappades rättigheter och integration i samhället. Han var initiativtagare till och en drivande kraft bakom uppbyggnaden av Bräcke Östergård, ett institut för rehabilitering av barn med rörelsehinder. Verksamheten startade 1958 och han var ordförande 1960–1988.
Brattgård blev expert i 1965 års handikapputredning som kom att ge ut ett antal utredningar som kartlade handikappades situation och kom med många nydanande förslag till förbättringar.  Han utnämndes 1970 till Sveriges första professor i handikappvetenskap. I denna roll initierades utredningar som resulterade i ändrade byggnormer och förbättrad tillgänglighet på allmänna platser och kommunikationer.
Som styrelseledamot i och konsult till Kungaparets Bröllopsfond initierade han forskning om idrottsverksamhet för handikappade ungdomar.
Brattgårds engagemang för eftersatta patientgruppers vårdbehov kom att omfatta även de obotligt sjuka, där han var drivande bakom tillkomsten 1982 av helhetsvården på Bräcke Västergård, en av de första avdelningarna i Sverige som fokuserade på vård i livets slutskede enligt hospis-filosofin.

## Familj
Sven-Olof Brattgård var bror till Helge Brattgård.

## Utmärkelser
- 1974 –  Kommendör av Nordstjärneorden.[10]

- 1980 –  H.M. Konungens medalj i 8:e storleken i serafimerband[11]
- 1992 –  Utmärkelsen Paul Harris Fellow från Göteborgs Rotaryklubb[12]
- 1995 –  Illis Quorum i åttonde storleken[13]